# Бивертон (Орегон)
Бивертон (енгл. Beaverton) град је у америчкој савезној држави Орегон.

## Демографија
По попису из 2010. године број становника је 89.803, што је 13.674 (18,0%) становника више него 2000. године.
| Група             | 2000.          | 2010.          |
| Белци             | 56.035 (73,6%) | 59.559 (66,3%) |
| Афроамериканци    | 1.324 (1,7%)   | 2.370 (2,6%)   |
| Азијати           | 7.349 (9,7%)   | 9.438 (10,5%)  |
| Хиспаноамериканци | 8.463 (11,1%)  | 14.628 (16,3%) |
| Укупно            | 76.129         | 89.803         |